# مسجد الهلال داتو تيرو
مسجد الهلال داتو تيرو (بالاندونيسية: Masjid Nurul Hilal Dato Tiro) قبل عام 1997 كان المسجد يسمى مسجد هيلا هيلا، المسجد يقع في بوروس تيرو في ميناهاسا ريجنسي سولاوسي الجنوبية في إندونيسيا.

## البناء
بني مسجد الهلال داتو تيرو في عام 1605، ويقع المسجد على بعد حوالي 36 ميلا من مركز البلدة، تفرد المسجد بوجود قبة تشبه تكوين منزل الجاويين التقليدي، وهي قبة من ثلاثة طوابق، الجدران والنوافذ المعمارية أخذت نماذح من المنزل التقليدية في سولاوسي الجنوبية، خارج المسجد يوجد مأذنتين يبلغ طولها 20 متر، بينما في المسجد هناك أربعة أعمدة وعدد من أشكال فن الخط على جدار المسجد .

## التجديد
المسجد ومحيطه يحتوي على قبر داتو تيرو، والذي يقع على بعد نحو 100 متر من المسجد، شهد مسجد الهلال داتو تيرو خمس عمليات تجديد وترميم، تم إجراء التحديث لأول مرة في عام 1625، في حين تم التجديد الأخير في عام 1998، منذ تأسيس المسجد والمسجد كان يسمى بمسجد هيلا هيلا، وفي عام 1997 تم تغيير اسمه إلى مسجد الهلال داتو تيرو .